# Order Wyzwolenia

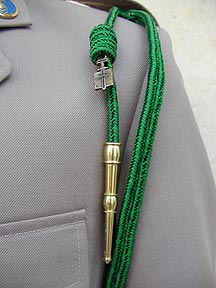
Sznur orderowy

Order Wyzwolenia (fr. Ordre de la Libération) – francuskie odznaczenie wojskowe ustanowione przez gen. de Gaulle, przywódcę Wolnej Francji.

## Historia
Po upadku Francji i powstaniu w czerwcu 1940 roku w Wielkiej Brytanii Komitetu Wolnej Francji założonego przez gen. de Gaulle, jego przywódca postanowił ustanowić odznaczenie, dla wyróżnienia osób które wyróżniły się w działaniach na rzecz wyzwolenia Francji.
W dniu 16 listopada 1940 roku wydano w Brazzaville Zarządzenie nr 7 przywódcy Wolnej Francji, na mocy którego ustanowiono nowe odznaczenie pod nazwą Order Wyzwolenia. W myśl tego zarządzenia miało być one nadawane wojskowym i osobom cywilnym, które wyróżniły się w działaniach na rzecz wyzwolenia Francji. Do zarządzenia dołączono także statut orderu oraz zarządzenie o utworzeniu kapitułę orderu. Order posiada jeden stopień.
W dniu 7 stycznia 1944 roku order został potwierdzony przez Francuski Komitet Wyzwolenia Narodowego jako francuskie odznaczenie państwowe drugie w kolejności po Legii Honorowej. W dniu 10 sierpnia 1945 roku order otrzymał statut wzorowany na statucie Legii Honorowej, a zgromadzenie kawalerów orderu otrzymało osobowość prawną. Zgromadzeniem kawalerów, którzy w myśl zarządzenia mieli prawo używać tytułu Krzyżowiec Wyzwolenia (fr. Croisés de la Libération), kieruje powołana spośród nich kapituła orderu.
Ostatni żyjący kawaler orderu, Hubert Germain, zmarł 12 października 2021 roku.

### Kapituła orderu
Kapituła orderu początkowo składała się z 5 członków, a od 1 czerwca 1943 roku z 10, a następnie z 15 członków. Siedziba kapituły był w latach 1940–1943 Londyn, następnie Algier (1943–1944) i od 20 listopada 1944 roku Paryż. Przewodniczący kapituły nosi tytuł kanclerza.
Kanclerze kapituły Orderu Wyzwolenia:
- kpt./adm. Georges Thierry d’Argenlieu (1941–1958)
- gen. dyw. François Joseph Jean Ingold (1958–1962)
- Claude Hettier de Boislambert (1962–1978)
- gen. armii Jean Simon (1978–2002)
- gen. armii Alain de Boissieu (2002–2006)
- Pierre Messmer (6 czerwca 2006–12 października 2007)
- François Jacob (12 października 2007–12 października 2011)
- Fred Moore (12 października 2011–16 listopada 2012)

Od listopada 2012 funkcję kanclerza zastąpiono funkcją delegata krajowego. Pierwszym delegatem był do 2017 Fred Moore, a jego następcą został generał Christian Baptiste.

## Zasady nadawania
Order zgodnie ze statutem miał być nadawany przez Komitet Wolnej Francji za szczególne zasługi dla wyzwolenia Francji spod okupacji niemieckiej. Nadawany mógł być osobom wojskowym i cywilnym, także cudzoziemcom. Mógł być również nadawany także oddziałom wojskowym i miejscowościom.
Order nadawany był na wniosek kapituły orderu, jak również osobiście przez przewodniczącego Komitetu Wolnych Francuzów, po zasięgnięciu opinii kapituły.
Łącznie nadano 1061 orderów, w tym 18 otrzymało oddziałów wojskowych oraz 5 miejscowości (Nantes, Grenoble, Paryż, Vassieux-en-Vercors i Île-de-Sein).

## Opis odznaki
Odznaka orderu została zaprojektowana przez kpt. Tony'ego Mellę.
Odznaka odznaczenia wykonana jest ze brązu i ma postać prostokątnej tarczy o wysokości 30 mm, na nią nałożony jest miecz o długości 59 mm, skierowany ostrzem do dołu. Na ostrze miecza nałożony jest symbol Wolnej Francji – krzyż lotaryński
Na rewersie znajduje się napis w język łacińskim PATRIAM SERVANDO VICTORIAM TULIT (pol. Służyć ojczyźnie do zwycięstwa).
Order zawieszony jest na wstążce o szer. 37 mm koloru zielonego, z boku są czarne paski o szer. 5 mm, a także wąskie czarne paski o szer. 1mm. Kolor zielony symbolizuje w tym przypadku nadzieję, a kolor czarny żałobę.
Na wstążce mogły być umieszczane okucia z następującymi napisami, w zależności gdzie odznaczona osoba prowadziła działalność na rzecz wyzwolenia Francji, występują tu następujące napisy: AFRIQUE ÉQUATORIALE FRANÇAISE (Francuska Afryka Środkowa), NOUVELLES-HÉBRIDES (Nowe Hebrydy), OCÉANIE (Oceania), GUYANE (Gujana), SOMALIE (Somalia), RÉUNION (Réunion), AFRIQUE DU NORD (Afryka Północna), ANTILLES (Antyle), NOUVELLE-CALÉDONIE (Nowa Kaledonia), CAMEROUN (Kamerun), INDES (Indie), LEVANT (Lewant), MADAGASCAR (Madagaskar), St PIERRE et MIQUELON (St. Pierre i Miquelon), AFRIQUE OCCIDENTALE FRANÇAISE (Francuska Afryka Zachodnia), INDOCHINE (Indochiny) i FRANCE (Francja).